# 镇宁炮台
镇宁炮台是广西壮族自治区南宁市的一个炮台，位于兴宁区白龙人民公园望仙坡。镇宁炮台是南宁市现保存最为完整、古老的炮台。
民国六年（1917年）9月，两广巡阅使陸榮廷兴筑此炮台。1983年，南宁市政府将炮台定为市级保护文物。2009年5月，广西壮族自治区政府将炮台列入第六批自治区级文物保护单位。 
镇宁炮台是老式的德国克虏伯兵工厂1890年生产的固定的大炮。